# Lycaste cochleata
Lycaste cochleata är en orkidéart som beskrevs av John Lindley. Lycaste cochleata ingår i släktet Lycaste och familjen orkidéer. Inga underarter finns listade i Catalogue of Life.